# Hans Heinrich von Heßler
Hans Heinrich von Heßler (* 11. November 1648 in Klosterhäseler; † 16. April 1717 ebenda) war königlich-polnischer und kurfürstlich-sächsischer Generalmajor und Steuerdirektor des Thüringischen Kreises, Besitzer der Rittergüter Schlöben, Klosterhäseler, Dechanei Bibra mit dem Vorwerk Pleismar und Gößnitz.

## Herkunft
Sein Großvater war Hans Heinrich von Heßler auf Kloster-, Burgheßler, Balgstädt, Schlöben, Rabis und Möckern, seine Großmutter Maria geb. von Witzleben aus dem Hause Wohlmirstedt. 
Er war der Sohn des Obristleutnants Hans Heinrich von Heßler (* 15. Februar 1608; † 2. September 1654)auf Klosterhäseler, Vitzenburg und Gößnitz aus dem thüringischen Adelsgeschlecht Heßler und der Ursula geb. von Nißmitz (* 5. Januar 1619; † 16. Juni 1687) aus dem Hause Nebra. Seine Brüder waren Georg Friedrich (* 10. April 1644; † 5. Dezember 1705), Christoph (* 6. Dezember 1650; † 27. August 1689 vor Belgrad) und Christian Moritz von Heßler (* 24. Oktober 1652; † in Straßburg).

## Leben
1668 ging er auf die Universität Leipzig, wo er Kammerjunker des Grafen Johann Günther von Schwarzenburg, der Graf starb aber 1670 in Tübingen an der Ruht. Heßler überführte anschließend den Leichnam nach Arnstedt. Danach begleitete er den Grafen von Merseburg bei seiner Reise durch das Reich, 1671 kehrte der Graf zurück. Heßler ging in brandenburgische Dienste und kam in das Regiment Span und dort in die Kompanie Hund. Dort wurde er Kornett und Leutnant. Anschließend wechselte er in lüneburgische Dienste, wo er in das Regiment Graf Reuß kam. Er wurde Kapitänleutnant der Garde zu Pferd und kommandierte 85 Mann. Anschließend kam er als Rittmeister in das Regiment Holstein-Plön. Er kämpfte bei Trier und nahm unter dem Grafen von der Lippe am Krieg in Holland teil, wo er zum Major aufstieg. Ferner war er beim Entsatz von Mons, der Belagerung von Stade und der Schlacht bei Sinsheim.
1680 ging er nach Kursachsen zurück und wurde 1681 Generaladjutant des Kurfürsten Johann Georg III. Als solcher nahm er am Entsatz von Wien teil. 1684 wurde er zum Oberst und Kommandeur eines Kavallerieregiments ernannt. Als 1691 der Kurfürst starb, wurde er zu einem der Träger des Baldachins bestimmt. 1698 wurde er nach Kassel und in die Wetterau geschickt, um dort insgesamt 3000 Mann hessische Truppen zu übernehmen.
Er stieg 1703 zum Generalmajor und Obersteuereinnehmer von Thüringen auf. Als solcher erwarb er von Schlöben aus 1704 ein Rittergut in Gleina für seinen Stiefsohn Ludwig Gottlieb Woldeck von Arneburg. Bereits 1671 hatte er das Gößnitz geerbt.
1709 erhielt er nach dem kinderlosen Tod seines Neffens Heinrich Moritz von Heßler (1687–1708), der Stiefsohn von Hannibal Germanus von Schmertzing war, das Rittergut Klosterhäseler, die Dechanei Bibra und das zugehörige Vorwerk Pleismar.

## Familie
In erster Ehe heiratete am 10. Februar 1681 Johanna Maria von Zehmen († 25. September 1685). Das Paar hinterließ Kinder, darunter:
- Johann Georg (* 19. Oktober 1684; † 7. Juni 1704), als Student in Jena gestorben
- Magdalena Sophia (* 7. Juni 1683; † 1752) ⚭ 1703 Adam Heinrich Bose (1667–1749), polnischer und kurfürstlich-sächsischer General der Infanterie

Nach dem Tod seiner ersten Frau heiratete er zweiter Ehe am 4. März 1687 Sabina Margaretha von Metzsch. Das Paar hatte noch 6 Söhne und drei Töchter.
- Johann Heinrich (* 23. September 1689; † Jung)
- Christoph Moritz (* 19. Juni 1894; † 1726), hessen-kasselscher Kammerjunker
- Georg Rudolph (* 28. April 1702)
- Hans Georg (* 10. April 1707)
- Amalia Maria (* 27. Juni 1690; † Jung)
- Hans Heinrich (* 15. Juli 1691; † 9. Oktober 1710), starb als Student in Jena
- Ludovika Dorothea (* 4. Mai 1697; † Jung)
- Georg Friedrich (* 20. Januar 1699; † Jung)
- Sabine Magarethe (* 28. Oktober 1696) ⚭ 1716 Johann Adolph von Creutzen,